# 香港葯業集團
香港葯業集團有限公司（英語：Hong Kong Pharmaceutical Holdings Limited），簡稱香港葯業集團、香港葯業，前稱南北行國際集團有限公司，是一家在百慕大註冊的離岸公司，但於香港作為總部，第二註冊及上市的控股公司。上市公司的子公司，例如南北行（集團）、南北行參茸葯材經營生產及銷售中成藥材、海味。公司亦曾間接擁有中國內地註冊及經營的貴州一樹連鎖藥業的51%股權、上海华新生物高技术的57%股權，但均在2005年至2006年左右出售。
在2005年至2006年，香港商人高振順，收購香港葯業的控股權，把原有的中國內地藥業業務終止，轉而成為能源發展。在2007年，更將上市公司改名為中國風電集團有限公司，並於2009年完全出售舊有「南北行」業務正式完成借殼上市。截至2019年，上市公司的前子公司「南北行參茸葯材」，獨立於前母公司中國風電集團（現名協合新能源）各自獨立經營；「南北行參茸葯材」，截至2019年由另一上市公司中國智能健康全資擁有。

## 歷史

### 南北行國際集團
上市公司「南北行國際集團有限公司」，原本經營香港「南北行集團」，顧名思義，即是與傳統南北行有關的商業集團。集團使用「南北行」品牌經營傳統中藥、海味的批發，兼營連鎖零售。上市公司的法人，原本是一間在1984年在香港註冊的公司「南北行（集團）有限公司」，但於1997年上市公司遷冊百慕大哈密尔顿，成立一間新的上市控股公司，中文譯名「南北行國際集團有限公司」；而英文官方法律名稱，亦於同年再改為。而香港「南北行（集團）有限公司」則成新法人的子公司，並於1998年至2000年，曾改名為「霍士達集團有限公司」。「南北行（集團）有限公司」於1991年11月27日上市，但經營實體、子公司「南北行參茸葯材有限公司」，早於1977年註冊成立。而「南北行參茸葯材」，在該公司網頁聲稱該公司早於1950年代開始經營。
根據香港南華早報的報導，1997年（根據香港太陽報的報導，為1996年（原文如此）），黑龍江省人民政府的關連人士邱伟铭，向國際德祥收購「南北行國際集團」33%股權。但該收購行動，亦令上市公司及前董事，被香港联合交易所（联交所）公開批評，認為上市公司及前董事沒有及時公開披露。
而邱伟铭亦於1999年，將上市公司的控制權，透過轉讓上市公司的母公司，以港元一元的價格售予省屬國企黑龍江中盟集團（前稱黑龍江經濟開發集團公司）與上市公司的執行董事孙晓路、朱均所組成的財團（透過濱港財務、Welcome Success、Hong Tau、Tin Ming等公司持有） 。在轉讓之前，邱伟铭，透過當時由其私人擁有的Victory Hunter Holdings，向上述的濱港財務及其他公司借貸，以用作收購「南北行國際」。即黑龍江中盟集團，已透過子公司「濱港財務」，成為上市公司的母公司Victory Hunter Holdings的債權人兼上市公司實際控制人，並促成濱港財務的董事黃淑云成為上市公司的執行董事之一。而在轉讓後，邱伟铭退出上市公司的董事會，濱港財務的董事趙大可，則新加入上市公司董事會。雖然趙先生已在收購之前，已成為上市公司的子公司的董事之一。2003年，張珂成為繼孙晓路、朱均、黃淑云、趙大可後，上市公司的第5位執行董事；在2003－04年年度，公司一共有8名董事，其中3名為獨立非執行董事。
1998年，上市公司亦向香港中文大學中藥研究中心捐助成立「南北行科研基金」。

### 香港業集團
在兩次收購後，上市公司改而擴充業務至中國內地，例如於2001年8月收購貴州一樹連鎖藥業（簡稱貴州一樹）的51%股權，並於2002年宣佈擴充貴州一樹的連鎖零售點，計劃由75間，增至1,000間。上市公司亦於2000年改名，新譯名為「香港葯業集團有限公司」。上市公司曾分別使用「葯」:1、:封面兩個異體字為官方中文寫法。
2003年，香港葯業集團又向Super-Pharm公司簽訂協議，Super-Pharm有權在2006年之前入股「貴州一樹」的中間控股公司、香港葯業集團的全資子公司，成為少數股東。
上市公司亦於2000年，與債權銀行新華銀行（於2001年成為中銀香港的一部份）達成債務重組協議，上市公司以及其間接母公司，共同分攤上市公司的債務。但最終Hong Tau只支付部分金額，更反被上市公司，於2006年向Hong Tau的註冊地英屬處女群島的法院申請清盤該公司。
於2004年8月5日，由於管理不善，香港葯業集團被联交所暫停買賣。同年9月21日，另一債權人金蓬投資（英語：Goldon Investment Limited），向香港高等法院申請清盤香港葯業集團的呈請。當時，金蓬投資的主要股東之一，為另一國企中信泰富，佔40%，金蓬投資亦是中信大廈的擁有人，並於1999年，金蓬投資作為業主，開始與前租客香港葯業集團展開法律訴訟。2004年9月27日，花旗集团的子公司，亦向法院提交委任臨時清盤人之申請。同年10月13日，香港藥業集團被香港高等法院委任的臨時清盤人：安邁顧問公司的范奇宏（英語：Kelvin Flynn）及步衛國（英語：Cosimo Borrelli）先生接管。
2005年至2006年，高振順全資擁有的公司，與上市公司的臨時清盤人達成協議，以注資認購新股的方式，收購香港葯業的控股權。並把原有的中國內地藥業業務終止或出售，例如出售貴州一樹予債權人、出售中國基因工程及其子公司上海華新生物高技術予香港金億達國際。上市公司只保留「南北行」業務。
根據「南北行」的业务经理林飞跃的介紹，該公司於第40屆（2005年年底）開始，成為香港工展会常驻参展商。
2007年，高振順再將上市公司改造成借殼上市的工具，於4月收購，作價港幣1至2億:71。該公司及其子公司，於中國內地經營風力發電廠。上市公司於同年更名為中國風電集團有限公司。而2009年，高振順亦再向上市公司收購「南北行」及保玉龍食品的相關業務，作價港幣3,400萬，正式將上市公司的業務完全轉換。

### 後續事件
自2007年至2009年，上市公司改名中國風電集團（及後再改名協合新能源）及出售「南北行」、保玉龍業務後，已完全與藥業沒有關係。但上市公司的前子公司南北行參茸葯材，至今（截至2019年）仍然持續經營，並未結業。雖然該公司（連同姊妹公司南北行中醫葯、保玉龍、保玉龍食品（深圳））幾經轉手，例如在2009年以港幣3,400萬落入香港葯業集團的股東高振順的手中後，又輾轉出售到黃少庚先生旗下的。再於2011年，黃少庚出售南北行參茸葯材、保玉龍等等，予上市公司中國星集團。該交易亦同時包括鴻貿企業有限公司和中山市古鎮南臻參茸海味店，作價一共港幣5,000萬；收購交易於2011年10月28日完成。及後，中國星集團轉手南北行參茸葯材、以及南北行的姊妹公司、以及位於香港孖沙街1、3、20、22及24號，中國星集團擁有，部分樓面給予南北行使用，部分樓面出租的建築群，至一間於2013年在英屬處女群島（BVI）註冊的中間控股公司。該公司自2013年10月21日開始，由中國星集團（佔50%）與兩間BVI公司：將盛有限公司（Mighty Chief Limited；37.5%）及里盛有限公司（Rosy Mile Limited；12.5%）合資擁有；將盛和里盛的最終擁有人，則為直系亲属，但不是《聯交所證券上市規則》所定義的，中國星集團的關連人士；中國星集團在出售的50%股份的交易之中，共從將盛和里盛取得港幣1.25億元。2014年6月，中國星集團出售其擁有的（連同旗下公司）的餘下50%權益予另一BVI公司，作價港幣4,500萬；在同一個月，位於孖沙街的部分物業亦被出售。但於同年11月，中國星集團向回購（及其子公司例如南北行參茸葯材、南北行中醫葯、南北行控股、南北行投資、保玉龍、保玉龍食品（深圳）、鴻貿企業、錦蔘元（韓國）有限公司等等）100%股權，作價港幣9,000萬。於2017年，連同南北行參茸葯材、其他的子公司和股東貸款（中國星集團對Ace Season Holdings的貸款），又再被中國星集團出售予另一上市公司中國智能健康，作價港幣8,500萬。
而另一間前子公司貴州一樹連鎖藥業，則於2018年輾轉成為另一上市公司阿里健康的關連公司；阿里健康經過認購新股及收購舊股，擁有貴州一樹連鎖藥業25%股權。
而又一前子公司上海华新生物高技术（簡稱华新生物），自2016年由益新集团擁有。

## 圖片集
- 南北行參茸葯材銅鑼灣廣場門市分店
- 南北行參茸葯材馬鞍山新港城中心門市分店
- 南北行參茸葯材黃大仙中心北館門市分店

## 外部連結
- 官方网站 （（页面存档备份，存于））
- 南北行參茸葯材有限公司的官方網站 （页面存档备份，存于）